# الاتحاد من أجل التقدم والإصلاح
الاتحاد من أجل التقدم والإصلاح (بالفرنسية: Union pour le Progrès et le Changement)‏، هو حزب سياسي في بوركينا فاسو. يصف الحزب نفسه بأنه غير أيديولوجي.

## التاريخ

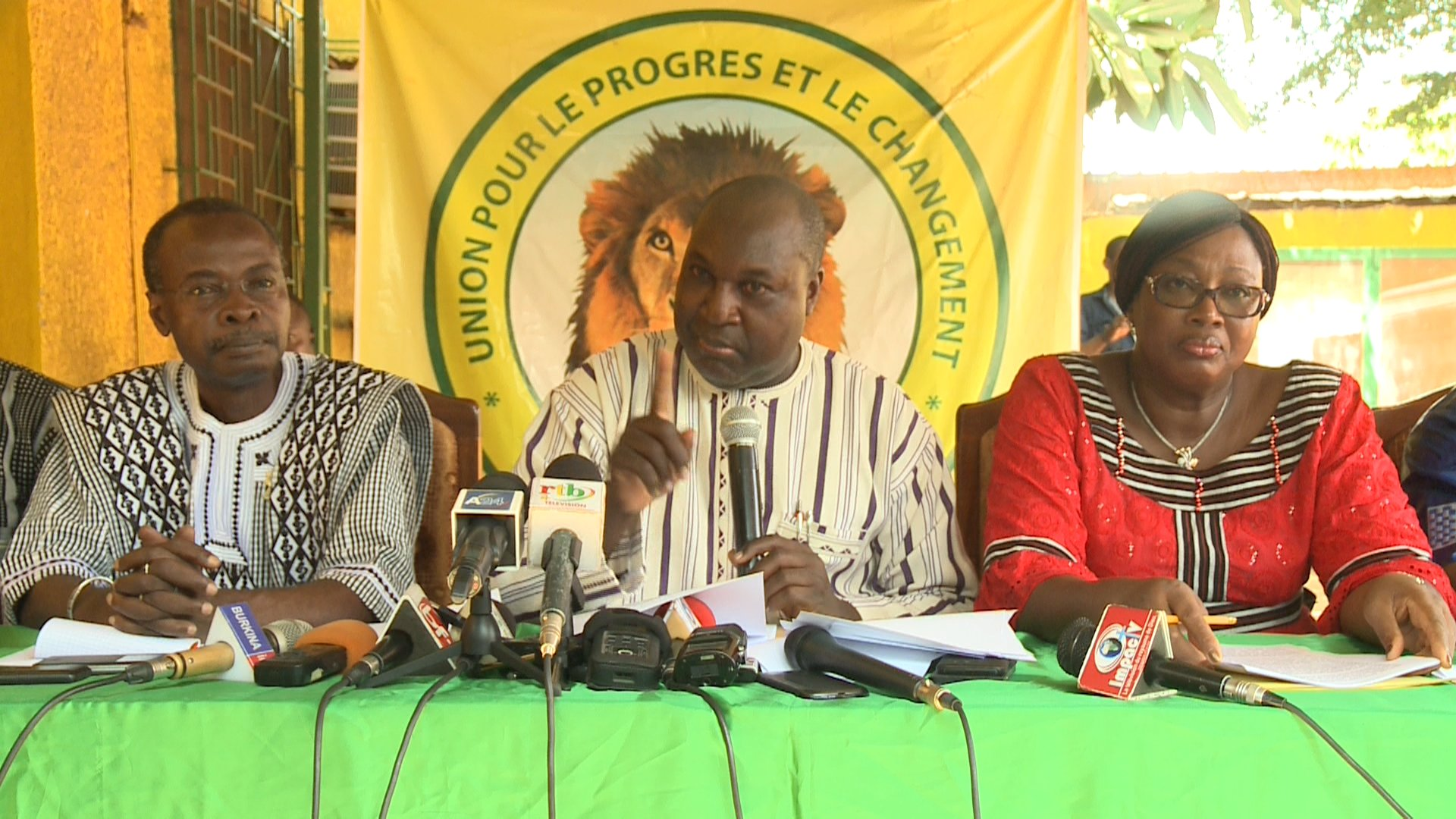
زفيرين ديابري ومعاونيه في الحزب في واغادوغو، أكتوبر 2017.

أسس زفيرين ديابري الحزب في عام 2010 بعد أن ترك حزب المؤتمر من أجل الديمقراطية والتقدم الحاكم. احتل المركز الثالث في التصويت الشعبي في الانتخابات البرلمانية لعام 2012 بنسبة 11%، وفاز بـ19 مقعدًا من أصل 127 مقعدًا في الجمعية الوطنية، ليصبح ثاني أكبر حزب بعد حزب المؤتمر الديمقراطي. في الانتخابات العامة لعام 2015 حصل على 21٪ من الأصوات وفاز بـ 33 مقعدًا. وحل مرشحه الرئاسي زفيرين ديابري في المركز الثاني بنسبة 30٪ من الأصوات.